# Djamila Silva
Pour les articles homonymes, voir Silva.
Djamila Correia Silva, née le 13 août 1996, est une judokate cap-verdienne et portugaise.

## Carrière
Djamila Silva est médaillée de bronze dans la catégorie des moins de 52 kg aux championnats d'Afrique 2021 à Dakar.
Elle obtient la médaille d'argent dans la catégorie des moins de 52 kg aux championnats d'Afrique de judo 2022 à Oran ainsi qu'aux championnats d'Afrique de judo 2024 au Caire.
Elle est nommée porte-drapeau de la délégation du Cap-Vert aux Jeux olympiques d'été de 2024 en compagnie du boxeur Daniel Varela de Pina.